# Áreas silvestres protegidas de Paraguay
Las Áreas Silvestres Protegidas de Paraguay (ASP) son toda porción del territorio
comprendido dentro de los límites de características naturales o seminaturales que se somete a un manejo para garantizar la conservación y mejoramiento de los recursos naturales en el país.
La autoridad administrativa de las ASP es la Dirección de Áreas Protegidas dependiente de la Dirección General de Protección y Conservación de la Biodiversidad de la Secretaría del Ambiente (SEAM). También es la encargada del manejo y gestión del Sistema Nacional de Áreas Protegidas del Paraguay (SINASIP).
Paraguay impulsa estrategias para la protección ambiental y principalmente la defensa de las especies que sirven para defender los procesos ecológicos, con el objetivo de disponer de los recursos para las generaciones futuras. La Secretaría del Ambiente de la República del Paraguay (SEAM) y el Programa de las Naciones Unidas para el Desarrollo (PNUD), con los fondos de Global ejecuta el Proyecto Paraguay Silvestre.
Existe aproximadamente 20 000 especies, esto incluye las nativas y las exóticas y 280 especies nativas en riesgo de extensión. Las especies arbóreas más valiosas de los bosques nativos son: lapacho, perobá, yvyrapytá, laurel, cedro, incienso.

## Categorías de Manejos
Categorías de Manejos según la SEAM:
Parque NacionalUnidades que integran uno o más ecosistemas. Su objetivo principal es conservar la flora y la fauna en su estado natural, así también, paisajes valiosos por su belleza escénica.
Reservas de Recursos ManejadosÁreas de extensión variable, adecuadas para el manejo sustentable de formas de esparcimiento al aire libre y de actividades agropecuarias. Otra función es la de servir de corredores naturales para el flujo genético de la biodiversidad.
Refugio de Vida SilvestreÁreas que aseguran la perpetuación de especies, poblaciones o hábitat de la vida silvestre. Su finalidad principal es la protección y, no se destacan por el potencial recreativo.
Reservas EcológicasÁreas que presentan características de un parque nacional, pero que por su tamaño o grado de alteración, sus cualidades no concuerdan con la definición internacional de la categoría. Se podría contemplar una limitada extracción de recursos naturales con fines de subsistencia, siempre que lo permita su Plan de Manejo.
Monumentos NaturalesBajo esta categoría se protege un recurso específico de interés nacional. Los recursos pueden ser rasgos naturales y material genético. El área puede tener potencialidades para la educación, la investigación o la recreación.

## Áreas por Región

### Región Occidental (Chaco Paraguayo)
El Chaco Paraguayo es una región con características propias, que alberga elementos particulares de flora y fauna.

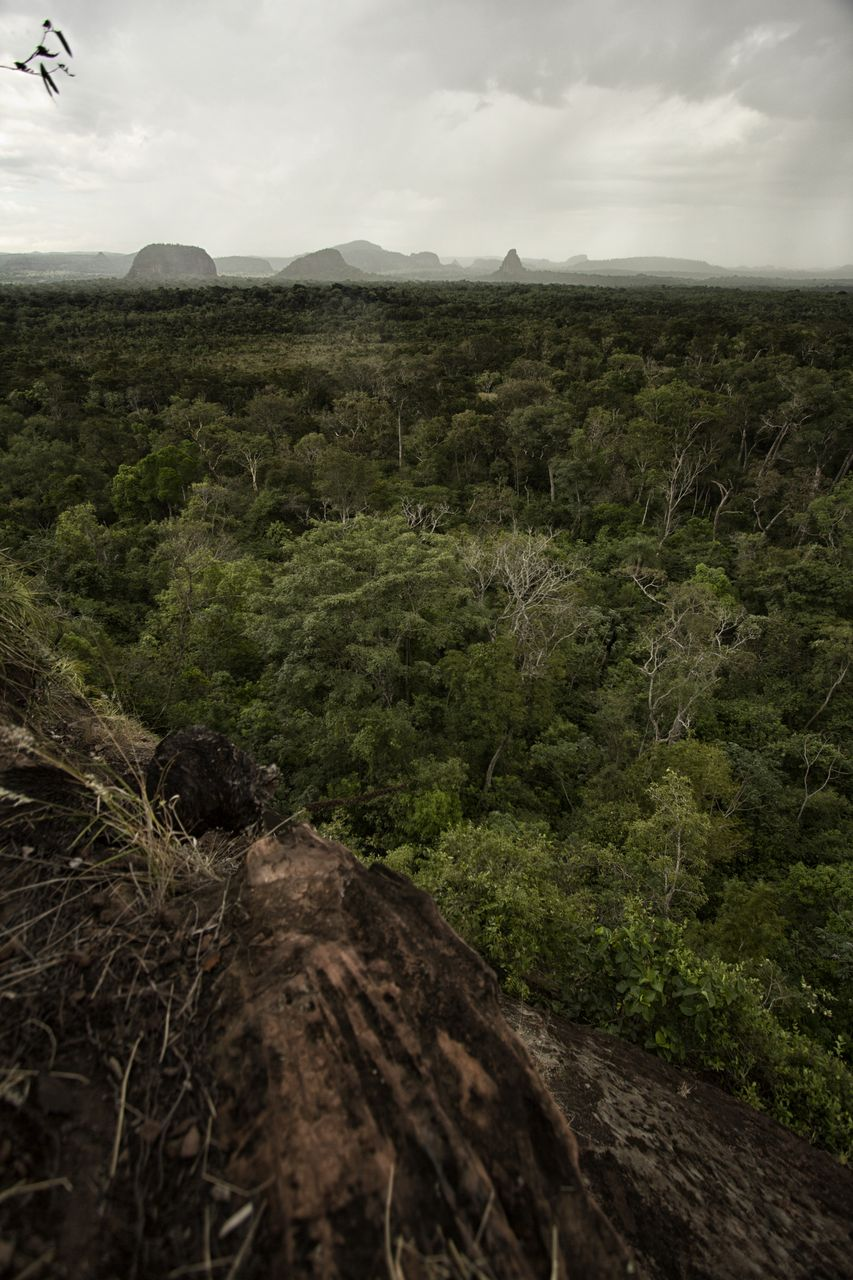
Vista desde el Cerro Muralla, en el Parque Nacional Cerro Corá, Paraguay

Parque Nacional Defensores del Chaco
Creada en 1975, es el área protegida de mayor extensión en el Paraguay. Cuenta con 720 000 ha. Constituye una vasta llanura con cobertura vegetal formada por quebrachos blanco, palo santo, samu’u, bosques bajos, arbustos espinosos y varias especies de cactus. Es un área para los mamíferos silvestres como felinos (yaguareté, puma, tirika, yaguarundí), varias especies de armadillos, monos (Ka’i mirikina y Ka’i pyhare), tagua y tapir o mboreví.
Sobresale la presencia del macizo Cerro León, una formación geológica única en el Chaco. Ocupa unos 40 km de diámetro y está constituida por una sucesión de numeroso cerros.
Parque Nacional Teniente Agripino Enciso
Creado en 1980 con 40 000 ha, su tamaño y forma rectangular, facilitan la protección de la diversidad biológica que contiene. Cuenta con paisajes típicos del Chaco Seco. Debido al déficit de agua, su vegetación se caracteriza por el bosque denso, espinoso e impenetrable. Son árboles típicos: el quebracho blanco, el palo santo y el samu’u. 
Fauna: gran cantidad de mamíferos silvestres como los felinos (yaguareté y otros), los tres pecaríes (El tagua es la especie símbolo de esta área). Tte. Enciso, además, tiene trincheras y picadas de la Guerra del Chaco.
Parque Nacional Río Negro
Creado en 1998 con una superficie original de 30 000 ha, fue ampliado en el 2004 a 123.786 ha. Protege ecosistemas típicos del Pantanal y el Chaco Húmedo. Abundan áreas inundables y palmares de Karanda’y. En 1995 fue declarado Sitio Ramsar por ser considerado hábitat de aves migratorias, y otras especies animales y vegetales de humedales.
Fauna: yaguareté, papagayos, ciervo de los pantanos, lobopé y yacarés.
Monumento Natural Cerro Chovoreca
Fue creado en 1998 con una superficie de 100 953 ha. Su vegetación es diferente al resto del Chaco, y se puede afirmar que es única en el país. Presenta un suelo arenoso rojizo poco profundo. Se encuentra unido tanto por su matorral como por el bosque alto donde se encuentra una especie forestal en peligro crítico: el trébol (Amburana cearensis).
Fauna destacable: yurumí u oso hormiguero, el kaguaré, y varias especies de felinos y armadillos.
Reserva Natural Cerro Cabrera – Timané
Creada en 1998, cuenta hoy con 125 823 ha. El río Timané se encuentra en la zona y es considerado un río endorreico pues no desemboca en ningún curso de agua o laguna. El Cerro Cabrera está en la frontera con Bolivia. La vegetación predominante: una densa sabana y bosques abiertos. Abundan el quebracho blanco, el samu’u y palo santo.
Fauna: felinos silvestres, armadillos, oso hormiguero y el tapir.
Parque Nacional Tinfunqué
Fue creado en 1966 como parque nacional con 280 000 ha. El Tinfunqué fue declarado Sitio Ramsar y, por lo tanto, está en la lista de humedales de importancia internacional. Ocupa un sector que permanece inundado en la época de crecida del Río Pilcomayo y posee extensos pastizales naturales. Abundan matorrales adaptados a las inundaciones y animales como el ñandú, patos silvestres, cigüeñas, chajá, aguara guasú, oso hormiguero, carpincho y yacarés. Su conservación depende exclusivamente de vida silvestre y ganadería, pueden darse en un mismo espacio geográfico. Es común ver a ñandúes y carpinchos compartiendo una aguada con el ganado vacuno.
Parque Nacional Médanos del Chaco
Con 514 233 ha, está incluido en el Proyecto Paraguay Silvestre de la SEAM, que cuenta con el apoyo del GEF y el PNUD. Lo más llamativo de este parque nacional son los médanos con su vegetación característica y los guanacos. Los guardaparques tienen su base de operaciones en la sede administrativa del P.N Tte. Enciso.

### Región Oriental
Se destacan áreas silvestres como el parque nacional Ybycuí que cuenta con 5000 hectáreas cubiertas de serranías y cerros que alcanzan a medir unos 400 m de altura, nacientes, saltos y bosques. Ésta es una zona histórica, ya que anteriormente funcionaba allí la fundición de hierro, aproximadamente durante el siglo XIX. En este lugar se encuentran el arroyo Corrientes, el arroyo Mina, el Salto Guaraní, Salto Mina y el Salto Mbocaruzú, además de otros atractivos. También está el parque nacional Cerro Corá que fue escenario de la Guerra de la Triple Alianza, el 1 de marzo de 1870, y también es el sitio en el que halló la muerte el mariscal Francisco Solano López. Cuenta con un mirador del “Cerro Muralla”, que permite observar al visitante las serranías del lugar que forman un círculo o corral, a esto debe el nombre de “Cerro Corá”.

### Entidades binacionales
Entidades binacionales generadoras de energía eléctrica colaboran en la conservación del ambiente: Tatí yupí, Itabó, Refugio Carapá y Refugio Mbaracayú son las reservas impulsadas por Itaipú. Además se tienen las de la entidad Yacyretá, Antiguy, Yabebyry.